# 박류

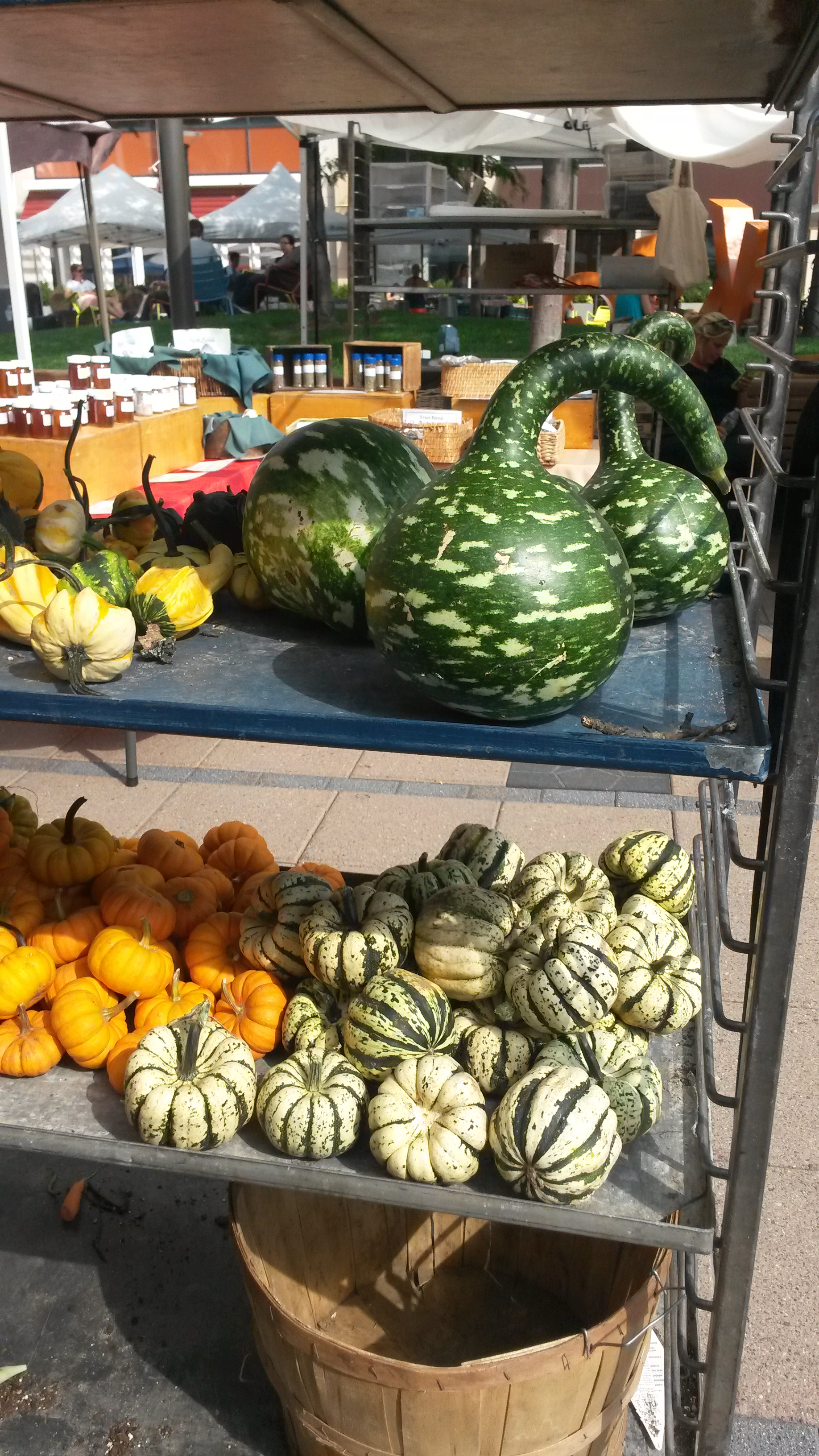

박류(Gourd)란 박과 식물의 열매이다.
이 용어는 많은 종과 아종을 말하며, 많은 종은 딱딱한 껍질을 가지고 있으나 일부는 그렇지 않다. 초기에 길들여진 식물 유형 중 하나인 병박의 아종인 조롱박(Lagenaria siceraria)은 일찍이 기원전 13,000년으로 거슬러 올라가는 고고학 유적지에서 발견되었다. 박류는 도구, 악기, 예술품, 영화 및 음식을 포함하여 역사상 수많은 용도로 사용되었다.

## 같이 보기
- 마라카스
- 아프리카